# Naturlekplats

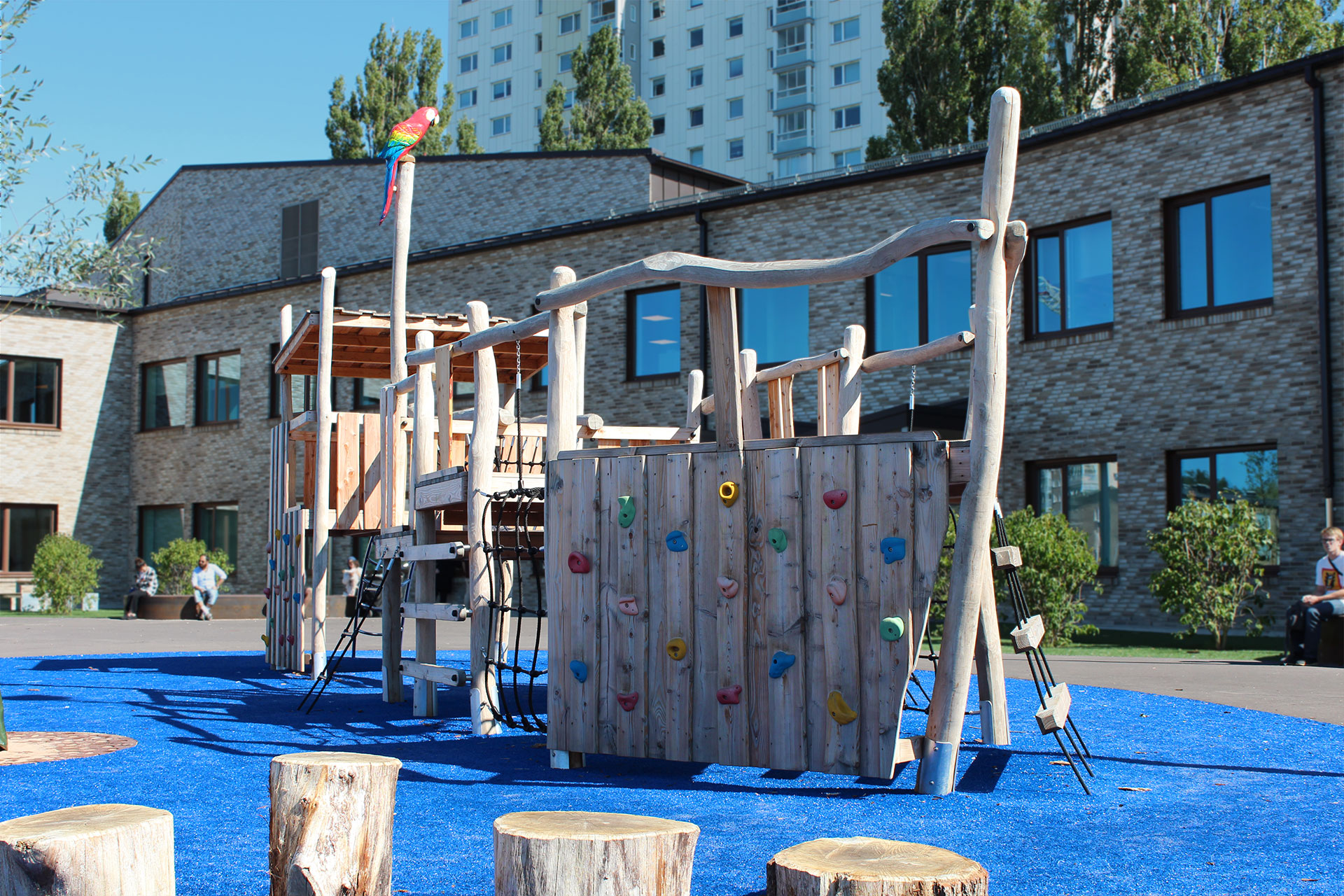
Naturlekplats av Robinia. Skeppet är byggt av Svenska Naturlekplatser år 2020 och står på Annebergsskolan i Malmö.

En naturlekplats är byggd av naturliga material såsom trä. Ofta används Robinia på grund av dess hållbara egenskaper. Det organiska och naturliga utseendet gör att lekplatserna med fördel byggs i anslutning till eller i lummiga parker.